# Templum Domini
Templum Domini (lat. ’az Úr temploma’) volt a neve a keresztények körében a jeruzsálemi Szikla mecsetnek a keresztes háborúk idején. A keresztény templommá átalakított szentély a Jeruzsálemi Királyságnak és fővárosának is jelentős szimbólumává vált.
1099-ben, Jeruzsálem keresztes kézre kerülése után a salamoni és a heródesi Templom helyén álló, de addig a keresztények körében negligált Szikla mecsetre számos ószövetségi és újszövetségi passzust kezdtek vonatkoztatni. Ezek közül a keresztesek számára Jézus bemutatása, egyben Mária megtisztulása emelkedett ki. A Templum Domini néven emlegetett épület a szentírási asszociációk következményeként a második legfontosabb helyszín lett Jeruzsálem vallásos térképén a Szent Sír-templom után. Keresztény jellegét hangsúlyozandó a Bibliából vett latin idézetekkel és egyéb figurális elemekkel, mozaikokkal díszítették, a márványlapokkal befedett Szent Szikla fölé oltárt és kórust, köréje pedig a frank ötvösművészet remekeként számon tartott vas szentélyrekesztő rácsot állítottak. Az 1141-ben felszentelt templom papságát az ágostonrendi kanonokok adták, akik 1187-ig, Jeruzsálem muszlimok általi visszafoglalásáig teljesítettek itt szolgálatot. Azóta az épület újfent muszlim szentélyként működik.

## Története
A jeruzsálemi Templom-hegyen található Templum Domini helyén eredetileg a második jeruzsálemi Templom állt, melyet Titus római hadvezér, a későbbi császár Kr. u. 70-ben, az első zsidó–római háború során leromboltatott, és sem a zsidók, sem a keresztények nem építették újjá. 638-ban a várost elhódították Bizánctól a muszlimok, akik a jeruzsálemi templom égőáldozati oltárának helyét jelző Szent Szikla körül imahelyet alakítottak ki. Magának a Szikla mecsetnek az építése Abd al-Malik omajjád kalifa uralkodása alatt, 691-ben kezdődött. A Szent Szikláról az iszlám azt tartja, hogy Mohamed próféta éjszakai utazásának és mennybe emelkedésének (arabul: الإسراء والمعراج, al-’Isrā’ wal-Miʿrāj) a helyszíne, de e hagyomány csak a mecset felépülte után, a 8. század elején alakult ki. A latin keresztények 1099-ben, az első keresztes hadjárat keretében foglalták el Jeruzsálemet. Amellett, hogy a keresztesek lemészárolták a város lakosságát, egyik parancsnokuk, Hauteville Tankréd kifosztotta a Szikla mecsetet: a korabeli keresztény krónikások beszámolnak az itt talált mesés arany- és ezüstkincsről, melyet a lovag később visszaszolgáltatott az itteni keresztény papságnak. Az ostrom során szerkezeti kár nem eshetett az épületben. A keresztény források Jeruzsálem bevételéhez kötik azt is, hogy Hauteville Tankréd a Templom-hegyen egy Mohamedet ábrázoló állítólagos „bálványra” bukkant, melyet istenkáromló jellege miatt széttört. A krónikák egy része a Szikla mecsetet, másik része az al-Aksza-mecsetet nevezi meg helyszínül. Az epizód azon keresztény legendák közé tartozik, melyek az iszlámot bálványimádó vallásként igyekeznek feltüntetni. Jaroslav Folda művészettörténész felvetette annak lehetőségét, hogy a szóban forgó szobor az ókori római időkből származott, és egy római istenségé vagy császáré lehetett.
A keresztes korszakban a Szikla mecsetet Templum Domini (’az Úr temploma’), az al-Aksza-mecsetet Templum Salomonis (’Salamon temploma’) vagy Palatium Salomonis (’Salamon palotája’) néven emlegették. Maga a „templum Domini” kifejezés a héber „bét Él” (בֵּית אֵל, Bēṯ ’Ēl) latin fordítása; az eredeti héber szókapcsolat szó szerinti jelentése ’Isten háza’. Nem egyértelmű, a Szikla mecset mikortól funkcionált keresztény templomként. Nangis-i Bartolf krónikás tanúsága szerint 1101 márciusában az épületet Hauteville Tankréd bírta, ezzel szemben Türoszi Vilmos úgy tudta, Bouillon Gottfried, a keresztesek fővezére bőkezű javadalmak – úgynevezett praebenda –  kíséretében az ágostonrendi kanonokoknak adta. Az első, nem a krónikákból, hanem oklevelekből származó írásos bizonyíték az ágostonrendiek szolgálatára 1112-re datálható. Talán az történhetett, hogy Bouillon Gottfried idejében az ágostonrendiek jelenléte átmeneti volt, szolgálatvégzésük csak Bouillon Gottfried testvére és utódja, I. Balduin jeruzsálemi király alatt állandósult. A Bernard Hamilton – Andrew Jotischky szerzőpáros szerint a Bouillon Gottfried-féle alapítás a szerzetesi életközösséget nem vállaló, úgynevezett világi kanonokokat (canonici saeculares) jelentett, őket követte az ágostoni kanonokrend (canonici regulares), vélhetően Sabrani Gibelin jeruzsálemi pátriárka (1108–1112) támogatásával. A Templum Domini hivatalos fölszentelésére 1141. április 9-én, húsvét után három nappal került sor, a konszekrációt Ostiai Alberik pápai legátus végezte a pátriárka, püspökök és világi előkelőségek jelenlétében.
Noha a keresztény Jeruzsálemi Királyság egyik legszentebb tere volt, a Templom-hegy nyitva állt a muszlim zarándokok előtt a frank uralom idejében: a Templum Domininél volt egy napóra, mely állítólag Zakariás próféta halálának helyét jelölte, ez szolgált a muszlimok imahelyéül. Ami a zsidókat illeti, Maimonidész lejegyezte, hogy „csütörtökön, marhesván hatodik napján [1166. október 21-én] bementem a Nagy és Szent Házba [a Templum Dominibe], és imádkoztam.”
Az 1160-as évek végén készült el a Szent Miklós-szentély a kórus bejárata mellett; az ennek párkányzatára vésett szövegből tudható, hogy a Templum Dominiben háromszor zajlottak jelentősebb átalakítások: 1101-ben, I. Balduin alatt, 1162-ben, III. Balduin alatt, továbbá 1171-ben, Amalrik uralma alatt. Kisebb, díszítő jellegű változtatások, úgymint a mozaikok és falfeliratok, folyamatosan tették egyre keresztényibbé a templomot a 12. század folyamán. Jaroslav Folda művészettörténész a feliratok zömét az 1140-es évekre datálja. Szintén erre az időszakra tehető a Szent Szikla körüli szentélyrekesztő rács készítése; kifejezetten erre utaló írásos bizonyíték ugyan nem maradt fent, de alighanem Melisenda jeruzsálemi királynő volt az egyik finanszírozó. A kupolára a keresztet 1154 és 1170 között állíthatták. Az al-Aksza-mecset és a Szikla mecset kereszténnyé alakítása, különösen az utóbbi tetején lévő kereszt miatti felháborodás fontos pillére volt Núr ad-Dín és Szaladin egyiptomi szultán keresztesek elleni dzsihádjának. Amikor Jeruzsálem 1187. szeptember–októberi ostromakor a keresztesek reménytelen helyzetét belátó jeruzsálemi főparancsnok, Ibelin Balian a város feladásáért cserébe szabad elvonulást kért Szaladintól, azzal tudta kicsikarni a szultántól az alku elfogadását, hogy megfenyegette: ellenkező esetben leromboltatja a Szikla mecsetet, a Szent Sziklát szétzúzatja, a muszlim foglyokat pedig megöleti.
Miután 1187. október 2-án a keresztesek feladták a Jeruzsálemet és az muszlim kézre került, az egyiptomiak a Templum Dominit visszaalakították mecsetté – céljuk a keresztes hódítás előtti állapotok restaurálása volt. A kupola tetejéről ledöntötték az aranykeresztet, végighúzták az utca porában egészen a jaffai kapuig, ahol darabokra törték. Megtisztítás gyanánt a falakat rózsavízzel lemosták, a Szent Szikla márványborítását felszedték, az oltárt elbontották, a kupolát újból bearanyozták, a mozaikokat és a szobor díszítőelemeket az iszlám számára elfogadhatóvá változtatták. Imádságot először október 9-én tartottak a régi-új Szikla mecsetben.
Azok a kanonokok, akik el tudtak menekülni Jeruzsálemből, Cipruson, később Akkonban telepedtek le. A keresztények egy ideig nem tehették be a lábukat a Templom-hegy területére – 1229 februárjában II. Frigyes német-római császárnak a hatodik keresztes hadjárat keretében sikerült tárgyalás útján visszaszereznie Jeruzsálemet, de a Templom-hegy muszlim kézen maradt. 1243 decemberében a templomosok és az Ajjúbidák egyezségének értelmében a szent körzet is visszakerült a keresztényekhez. A Templum Domini tetején ismét kereszt állt, s a latin klérus is visszatérhetett, bár valószínűleg nem az ágostonrendi kanonokok, hanem a templomosok adhatták a papságát. A keresztény uralom csupán kilenc hónapig tartott: az év július 15-én Jeruzsálem városa, augusztus 23-án pedig a Dávid-torony is elesett a hvárezmi hadsereg támadása során, és végleg muszlim kézre került. A Templum Domini ágostonrendi kanonokjai 1291-ig, az utolsó keresztes város, Akkon elestéig ottani apátságukban működtek: nem tudni, Akkon ostromának maradtak-e közülük túlélői, s 1291 után nincs adat a kanonokrend létéről.

### Ismert elöljárói
Az alábbi táblázat a Templum Domini krónikákból és oklevelekből ismert elöljáróit tartalmazza. Valamikor 1130 és 1136 között a Templum Domini, a Szent Sír-templom, a Sion-hegy és az Olajfák hegyének perjelei konfraternitást hoztak létre a célból, hogy imádkozzanak e templomok kanonokjainak betegeiért és asszisztenciát nyújtsanak a tagok temetésén.
| Név       | Titulus           | Időszak (említés oka)                        | Latinul                                 | Forrás                 |
| --------- | ----------------- | -------------------------------------------- | --------------------------------------- | ---------------------- |
| Arnulf    | elöljáró          | 1100 (Bouillon Gottfried halála)             | Arnolfus prelatus Templi Domini         | Aacheni Albert, VII.30 |
| Achard    | perjel            | 1112–1136 (adományozási oklevél tanúja)      | Aicardus / Achardus prior Templi Domini | RRH 68, 80, 165        |
| Gottfried | perjel, majd apát | 1137–1138–1160 (adományozási oklevél tanúja) | Gaufridus prior / abbas Templi Domini   | RRH 172, 174, 181, 354 |
| Hugó      | perjel, majd apát | 1156–1161–1168 (adományozási oklevél tanúja) | Hugonis prior / abbas Templi Domini     | RRH 323, 372, 455      |
| Rajmund   | apát              | 1168–1169 (adományozási oklevél tanúja)      | Raimundus abbas Templi Domini           | RRH 469, 470           |
| Roger     | apát              | 1175–1180 (adományozási oklevél tanúja)      | Rogerius abbas Templi Domini            | RRH 536, 597           |

## Leírása
Würzburgi János német pap és zarándok az 1160-as években zarándokolt el a Szentföldre; úti leírásában hosszasan beszámol a Templum Dominiről. A nyolcszögletű templom falát alul márványlapok, felette mozaikok borították; kívül, a tető és a vízlefolyók alatti frízen az Ószövetség különböző könyveiből vett latin feliratok szerepeltek. Az épületnek négy, a főégtájaknak nyíló kapuja volt, mindegyikhez fedett előcsarnok tartozott: a keleti egy Ifjabb Szent Jakabnak szentelt kápolnára, az északi a kanonokok lakhelyére, a déli az al-Aksza-mecset felé nyílott. A nyugati bejárat fölött Krisztus képe függött. Mind a nyolc falszakaszon voltak ablakok: azokon, melyeken nem volt kapu, öt, a kapuk mellett pedig négy. Egy 10. századi arab leírás még aranyozott sárgaréz kupoláról beszélt, ezt a keresztesek bizonyára lecserélték, mert Türoszi Vilmos és Würzburgi János is ólomborítású tetőt említ. A kupola csúcsán aranykereszt magasodott, mely a korábbi félholdat váltotta.
A belső térben is bővelkedtek az aranyozott latin feliratok, ezek többségében Salamon templomára, Jézus és Szűz Mária életére és a templom felszentelésére utaló antifónarészletek voltak; de a korábbi, a Koránból vett arab inskripciók is megmaradtak. A feliratokat két zarándok, Würzburgi János és Theodorik is rögzítette beszámolójában; leirataik a templom belsejét illetően nem, külsejével kapcsolatban azonban megegyeznek egymással. A templom bal oldalán lévő két boltozatos helyiség Jézus bemutatása, illetve Jákob lajtorjája ábrázolásának adott otthont, utóbbi alatt volt a kő, melyre Jákob állítólag a fejét lehajtotta. Egy másik, meg nem nevezett részen Mária bemutatásának emlékére alakítottak ki szentélyt. Foucher de Chartres, aki királyi káplánként saját tapasztalatait rögzítette, azt írta, a Jeruzsálem elfoglalását követő tizenöt évben a Szent Szikla szabadon látható volt, de az 1120-as évekre lefedték márvánnyal, s oltárt, valamint a papság számára kórust építettek föléje. Az így nyert márvány padlófelületre két darab méretes, virágokkal és gránátalmákkal díszített vas kandeláber által közrefogott oltárt állítottak. Muín ad-Dín Unur damaszkuszi emír, aki szövetséget kötött Fulkó jeruzsálemi királlyal, krónikása, Uszáma ibn Munkidz társaságában 1140-ben ellátogatott Jeruzsálembe és a Templum Dominibe; a történetíró visszaemlékezésében említ egy Szűz Máriát és a gyermek Jézust ábrázoló ikont a templomból; míg egy izlandi zarándok 1150 körül arról írt, a Szent Sziklát ekkorra vasrács zárta körbe. A kovácsolt vasból készült, francia román stílusú szentélyrekesztő kerítés a sziklát körbevevő tizenkét oszlop hézagait töltötte ki, a kerítés tetején a heraldikai liliomok (fleur-de-lis) egyes művészettörténészek szerint gyertyatartók voltak. A rács a maga nemében egyedülálló volt, sem a keresztes Közel-Keleten, sem Nyugat-Európában nem maradt fent méretben és szépségben ehhez fogható alkotás. Ibn al-Aszír muszlim krónikás annak tulajdonítja a rácsozat felállítását, hogy a frank papok a zarándokoknak árusítható ereklye gyanánt darabkákat törtek le a Szent Sziklából, ezt hivatott megakadályozni a korlát; a rács a modern művészettörténészek szerint is a kő zarándokoktól való védelmét szolgálta.
A Szent Szikla alatti barlangban, a Lelkek kútjában két jelenetet festettek meg: Jézus elbocsátja a házasságtörő asszonyt és az angyal tudatja Zakariással Keresztelő Szent János születését. A barlang oszlopos lejárata keresztes eredetű; magát a helyiséget egy időben gyóntatófülkeként is használhatták.

A keresztes szentélyrekesztő a Szikla mecsetben
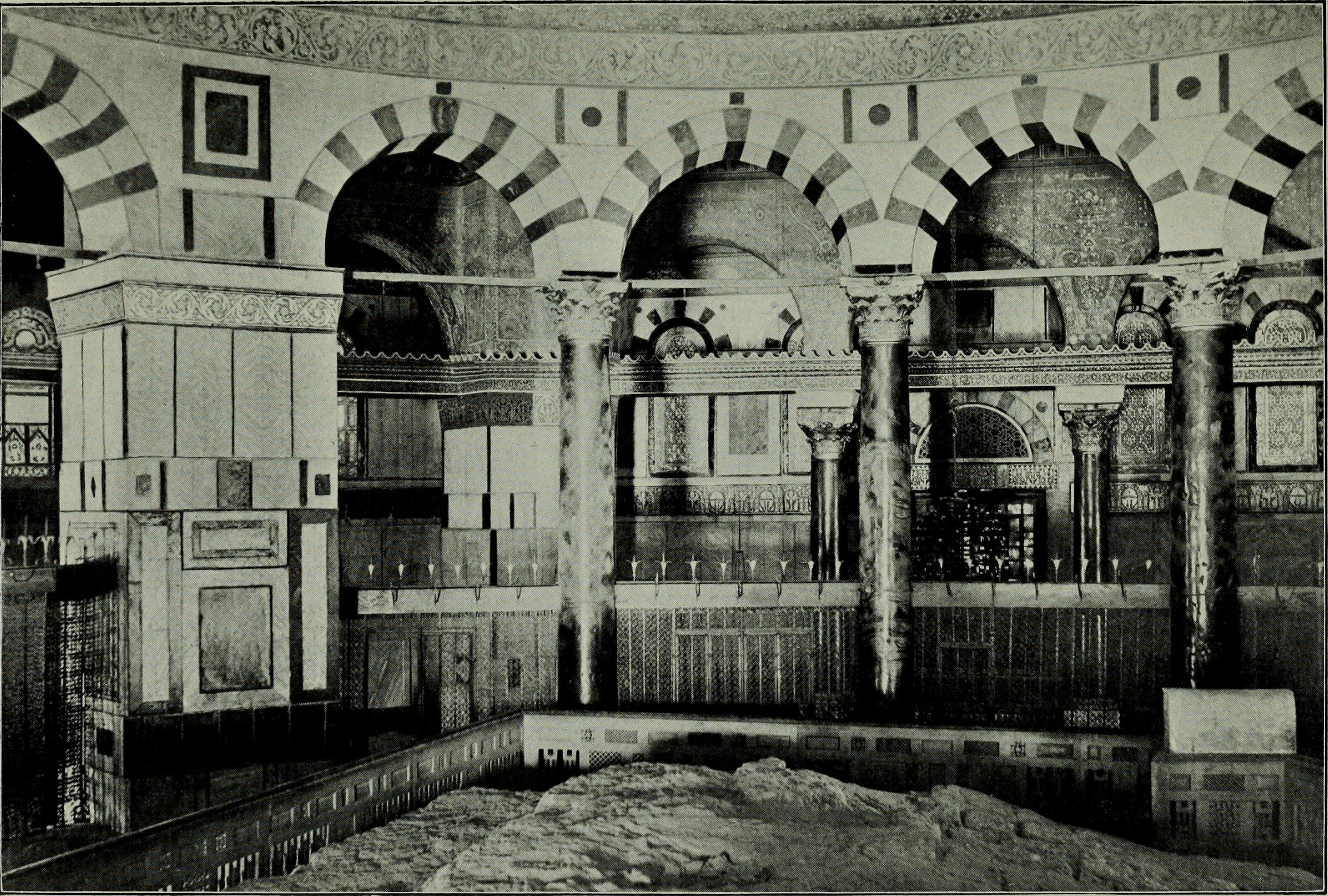
A kerítés a Szent Szikla felől nézve 1901-ben. Jól láthatóak a kerítés tetején sorakozó liliomok
1919-ben, utólag színezett felvételen. Az aranyozott rács a belső árkádsort egészítette ki
A kerítés kívülről, 1933-ban, utólag színezett felvételen
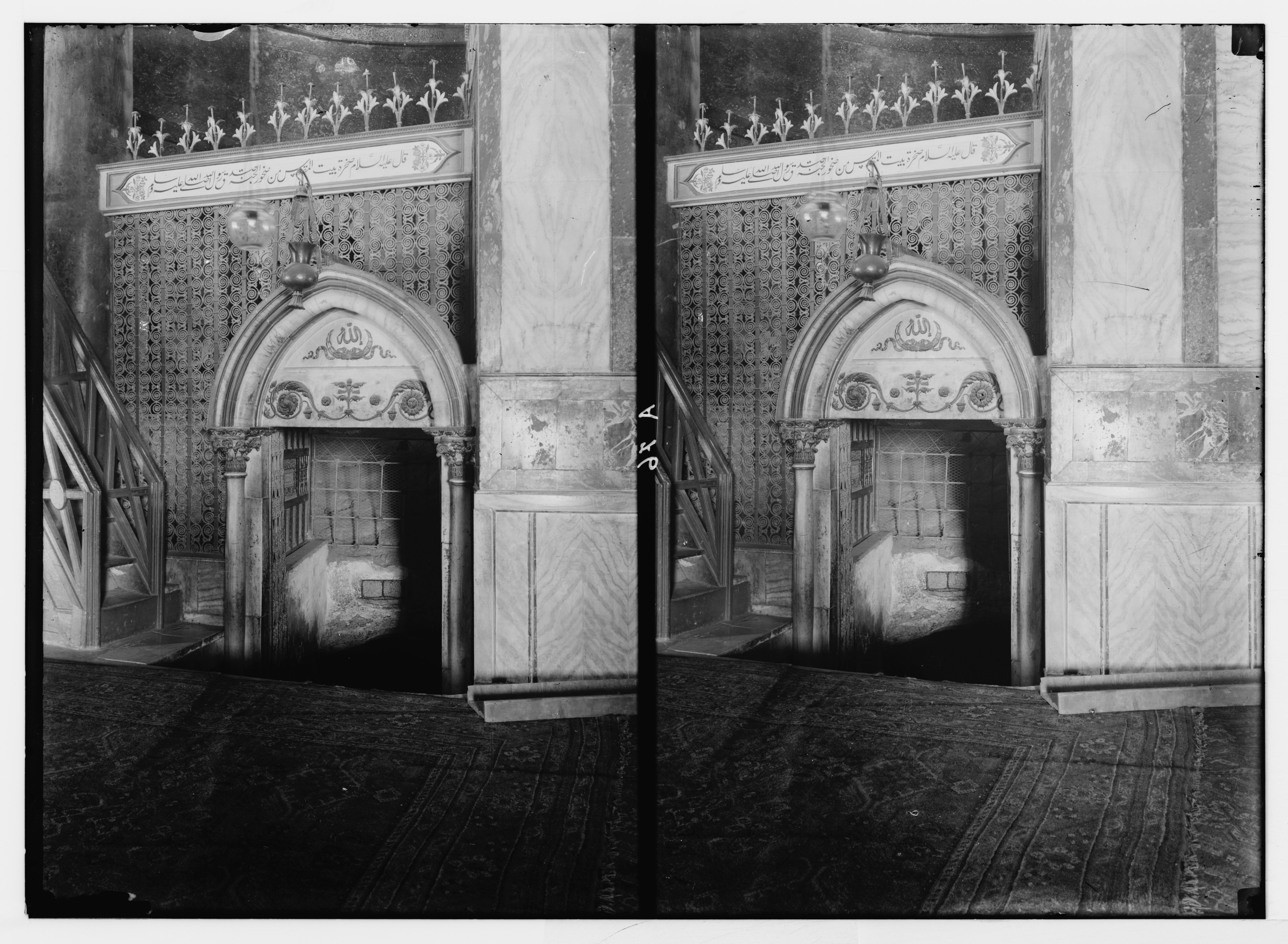
A Lelkek kútjának lejárata, mögötte az arab felirattal díszített kerítés 1900-ban

Afölé a hely fölé, ahol a muszlimok szerint Mohamed, a keresztesek szerint Jézus lábnyoma volt látható a kövön, a keresztesek „díszes, márványoszlopos tabernákulumot emeltek […], és a márványba állatseregletet faragtak, egy disznót is láttam köztük.” (Imád ad-Dín, 1187) Ali ibn Abú Bakr al-Haraví perzsa utazó is megemlékezett az aediculáról: „a [Próféta] lábnyoma fölé a [frankok] oszlopokon nyugvó, apró aranyozott kupolát állítottak, és azt mondták, ez a Messiás lába nyoma… A márványon legelésző állatokat örökítettek meg, láttam közöttük olyat, mely disznóra hasonlított.”
A templomon kívül, attól északra kaptak helyet a kanonokok szobái, kerengője és refektóriuma: „az északi kapuval szemközt gyönyörű kert található, mindenféle fával, s a kertet márványból faragott kolonnád övezi, lenyűgöző mestermunka. E kert legtávolabbi végében van a gyülekezőhely, ahol a papok és a diakónusok elfogyasztják étküket.” (al-Idríszi, 1154) Az északnyugati oldalon, körülbelül 20 méterre a Szikla mecsettől ma a Mennybemenetel szentély (arabul: قبة المعراج, Qubbat al-Miʿrāj) áll – a kis kápolna összetéveszthetetlenül a keresztes építészet jegyeit hordozza, de írott források híján vita tárgyát képezi, mikorra datálható: elképzelhető, hogy a muszlimok építették Jeruzsálem visszafoglalása után keresztes spoliumokból („újrahasznosított kövekből”); T. S. R. Boase és Jaroslav Folda 20. századi művészettörténészek amellett érveltek, hogy keresztes eredetű, és a Templum Domini keresztelőkápolnája lehetett, Denys Pringle, Bernard Hamilton és Andrew Jotischky amondóak, hogy keresztes korabeli ugyan, de keresztelések helyett a virágvasárnapi pálmaágakat áldhatták meg itt.
Az 1187 utáni, ajjúbida felújítási munkálatok részeként valamennyi, a szerkezetet és a térbeosztást érintő keresztes módosítást eltüntettek a Szikla mecsetből; szomszédságából a klérus klastromát az utolsó kőig elbontották. A keresztesek utolsó, bizonyíthatóan a Templum Dominihez tartozó lenyomatai az évszázadok során fokozatosan eltűntek: Elzearius Horn 18. századi német katolikus szerzetes ismeretei szerint a Szent Szikla alatti barlangba, a Lelkek kútjába vezető lépcső lejáratát négy porfiroszlop keretezte, melyeknek oszlopfője angyalfejeket formázott. Az angyalarcokat korábban leverték volt, a 18. században pedig a kádi elrendelte az oszlopok cseréjét, s ugyanekkor a megmaradt mozaikok figurális ábrázolásait is lemeszelték. A lejáratot ma két korinthoszi oszlop szegélyezi, ezek frank szobrászok munkái, de nem tudni, eredetileg hol állhattak. A hajdan a keresztény oltár két oldalán lévő vas kandelábereket a brit mandátum alatt, míg a Szent Sziklát körbefogó, a keresztes időkből származó vaskerítést az 1958–64-es felújításkor távolították el; bár utóbbinak egyetlen szegmense, mely a Mohamed próféta szakállából származó szőrszálat őrző aediculát védi, a helyén hagyatott. A rács egy darabját, továbbá a kandelábereket – mindegyik a frank ötvösművészet remeke – a jeruzsálemi Iszlám Múzeumban őrzik.
Bár a Szikla mecsetben találhatók a keresztes időkből származó építészeti elemek, de csekély a valószínűsége, hogy ezekkel maguk a frankok dekorálták a Templum Dominit – vélhetően a keresztes korszak után építették be őket, s más keresztes épületekből kerültek ide.

## Szerepe a keresztes államok életében

### Szentírási asszociációk
A keresztények számára a Templom-hegy körülbelül a 4. század első feléig volt Jeruzsálem kiemelt szent helyeinek egyike; a század végére a dombhoz kötött szentírási események és helyszínek Jeruzsálem más pontjaira, kiváltképp a Szent Sír-templomba tevődtek át a keresztény köztudatban. A keresztes hódítással azonban a Templom-hegy visszakerült a város szent körzeteinek térképére: Ábrahám áldozatát és Barakiás fia Zakariásnak a halálát például annakelőtte a Golgotán helyezték volt el, de a keresztesek alatt mindkettő a Szent Sziklával fonódott össze. A keresztesek a Szikla mecsetet tartották ama templomnak, melyben Jézust körülmetélték és bemutatták – tisztában voltak ugyan azzal, hogy a Szikla mecset nem azonos az Ótestamentum zsidó templomával, de úgy gondolták, a két építmény pontosan ugyanazon a helyen áll, és megjelenésében a Szikla mecset az ószövetségi elődjét idézi. Emiatt nevezték Templum Domininek, „az Úr templomának.” A Szent Sziklára különféle ószövetségi szakaszokat vonatkoztattak: úgy tartották, itt lehetett Ábrahám oltára, melyen Izsákot készült feláldozni (Ter 22,6–14), a jebuzita Arauna szérűje, ahol Dávid király oltárt emelt és áldozatot mutatott be (2Sám 24,15–25), s ahol később a Salamon építtette első Templom szentélye, a Szentek Szentje volt (2Krón 3,1); más elképzelések Bételnek és annak a kőnek mondták, melyen megpihenve Jákob látta a mennybe nyújtózó lajtorját (Ter 28,10–22); és olyan – a keresztesek körében is vitatott – nézet is volt, miszerint a Templum Domini rejtette a szent sátrat és a frigyládát. Az 1106–1108 között a Szentföldön időző Dániel apát a Kijevi Ruszból azt írta, a Szent Szikla volt mindaz, ami az eredeti salamoni templomból megmaradt.
A Templum Domini szentsége a keresztények számára elsősorban nem az ószövetségi, hanem az újszövetségi asszociációkból fakadt. Az angolszász Sæwulf, aki az első keresztes hadjárat után tett zarándoklatot Jeruzsálembe, úti beszámolójában felsorolta ezeket: itt jelent meg az angyal Zakariásnak (Lk 1,8–13); itt ölték meg Barakiás fia Zakariást (Mt 23,35); itt metélték körül Jézust (Lk 2,21); itt mutatták be a Templomban Mária megtisztulásának napján és itt találkozott a Szent Család Simeonnal (Lk 2,22−35); itt találtak rá szülei a tizenkét éves Jézusra a tanítók között ülve (Lk 2,42–50); innen űzte ki Jézus a kereskedőket és pénzváltókat (Mt 21,12–13); és e templom lebontásáról és fölépítéséről beszélt (Jn 2,19); valamint e helyütt találkozott a házasságtörő asszonnyal (Jn 8,3–11). A Szent Szikla délnyugati csücskénél lévő lábnyomot is – feltételezhetően újraértelmezve az iszlám tradíciót, mely Mohamed prófétáénak mondja – Jézusénak vallották.
A keresztesek az apokrif iratokból vett eseményeket is kötöttek a Templum Dominihez: Szűz Mária bemutatása a Templomban, továbbá ott töltött gyermekkorának egyes epizódjai Jakab protoevangéliumában olvashatók.

### Liturgikus és szimbolikus jelentősége
A szentély a Szent Sír-templom és az al-Aksza-mecset mellett a megszülető keresztes állam, a Jeruzsálemi Királyság liturgikus életének legfontosabb helyszíne lett. A Szent Sír-templom mindig is kitüntetett figyelmet élvezett a keresztények körében, de a Templom-hegy és a rajta álló épületek a korábbi századokban a zsidó Templom lerombolásán keresztül Istennek a zsidóságot sújtó haragját szimbolizálták a keresztények szemében. A Templom-hegyet a „régi Jeruzsálemhez” és a zsidósághoz kötötték, melyet a keresztény teológia szerint az „új Jeruzsálem” és a kereszténység váltott fel. A 7–11. század között keletkezett keresztény zarándoklatbeszámolók ezért nem is tesznek említést a Templom-hegyen álló muszlim szentélyről. Ez a hozzáállás a keresztes hódítással, a Templum Domini ó- és újszövetségi vonatkozásainak nyomatékosításával gyökeresen megváltozott. Sylvia Schein történész ezt részben anyagi okokkal magyarázza: szerinte az első keresztes hadjárat végén a hódítóknak egyszerűen nem volt pénze új épületek emelésére, ezért a régieket renoválták és alakították át a maguk céljaira. A Templom-hegy ilyen szempontból kiváló adottságokkal rendelkezett: a Templum Domini az egyik fő zarándokcélpont, míg az al-Aksza-mecset az első két évtizedben a király székhelye volt, a hegy ilyenformán a vallási és a politikai életnek egyaránt a fókuszába került. Heribert Busse a Templom-hegy kulcsfontosságát a hozzá kötődő vallásos hagyományból eredezteti, melyet a keresztesek a maguk ideológiájának megfelelően adaptáltak. Egyes középkori keresztény történetírók, illetve Tractatus super Templum Domini című versében maga a templom apátja, Achard is megpróbálták elfeledtetni a Szikla mecset muszlim kötődését, és emeltetését különböző keresztény történelmi alakokhoz – Szent Ilonához, Iusztinianosz vagy Hérakleiosz bizánci császárokhoz – kapcsolták.
A liturgikus ünnepek, éppúgy, mint a keresztény zarándoklatok, a Szent Sír-templom és a Templum Domini köré szerveződtek. Utóbbi volt az, ahonnan a virágvasárnapi körmenet indult Jozafát völgyébe; az 1120-as években a körmenet útvonala úgy módosult, hogy a Getszemáni-kerttől az addigi beteszdai fürdő helyett az Aranykapun keresztül a Templum Domini felé kanyarodott vissza, és a pálmaágak megáldása után itt ért véget a déli kapunál elénekelt antifónával. A templom nagybúcsúja február 2-án, Gyertyaszentelő Boldogasszonykor, azaz Mária megtisztulásának és Jézus bemutatásának ünnepén volt. 1156-ban Fulkó jeruzsálemi pátriárka elrendelte, hogy amennyiben a mindenkori pátriárka nem tud a templombúcsú napján misét bemutatni a Templum Dominiben, úgy a Szent Sír-templom perjele helyettesítse őt. A húsvét utáni ötödik, az úgynevezett „rogate” vasárnapon a Szent Sír-templom kanonokjai körmenetben vonultak a Templum Dominibe, hogy ott misét hallgassanak; július 15-én, Jeruzsálem keresztesek általi bevételének napján az ünnepi menet a Templum Domini déli kapujától haladt a város északi falához, ahol annak idején a keresztesek először törtek be az ostromkor. Az 1172-ben Jeruzsálembe látogató Theodorik nevű zarándok lejegyezte, hogy a húsvéti ünnep kiemelt részét képező Szent Tüzet szokás volt elhozni a Templum Dominibe a Szent Sír-templomból, és az is előfordult, hogy a láng nem a Szent Sír-templomban, hanem a Templum Dominiben lobbant fel. Minthogy Jeruzsálem városának első számú plébániája a Szent Sír-templom volt, ott tartották a keresztelőket és bérmálásokat – a korabeli források nem tesznek említést arról, hogy a Templum Domini is helyt adott volna ilyen szertartásoknak, de nem zárható ki.
A szentély a királykoronázási szertartásnak is része volt. I. és II. Balduint még Betlehemben, a későbbi uralkodókat viszont már Jeruzsálemben, a Szent Sír-templomban koronázták meg. Feltehetően már I. Balduin alatt, de még nem a koronázás részeként teremtődött meg az hagyomány, hogy a Szent Sír-templomból a király a koronával a fején átvonult a Templum Dominibe, ahol a Szent Szikla fölötti oltárra helyezve felajánlotta azt, ezzel idézve Krisztus bemutatását a templomban. Ezt követte az ünnepi lakoma az egykor királyi palotaként, később a templomosok főhadiszállásaként funkcionáló al-Aksza-mecsetben.
Eleinte a Templum Domini fő bevétele az az 1000 bezant volt, melyet a Transzjordániában beszedett tizedből juttatott neki évente a jeruzsálemi pátriárka. Azon 1166 áprilisában kelt okiratokban, melyekben Amalrik jeruzsálemi király megerősítette tulajdonjogában a Templum Dominit, már a következő birtokok szerepelnek: a templommal szomszédos, „fallal övezett udvar” az ott található fürdőkkel, házakkal, megművelt és műveletlen telekrészekkel egyetemben; egyéb ingatlanok és bérlemények Jeruzsálemben, Hebronban, Blanchegarde-ban, Aszkalonban, Ibelinben, Nabluszban, Caesareában, Janinban, Akkonban, Türoszban és Oultrejourdain területén. A „fallal övezett udvar” alatt vélhetően az egész Templom-hegy értendő az al-Aksza-mecsetet és közvetlen környezetét leszámítva, ezek ugyanis a templomosoké voltak. Az 1166-os okirat három szentföldi templomot listáz a kanonokokéiként: a türoszi Szent Juliánusz-templomot, az akkoni Szent András-templomot és az Ein Kerem-i Keresztelő Szent János-templomot. A Templum Domini kanonokjai alá csupán három nyugat-európai templom tartozott: a Mária Magdolna-templom a szicíliai Baroliban, a Szűz Mária-templom az angliai Woodbridge-ben és az ágostonrendi kanonokok háza North Ferribyben; ezekről csak kevés adat maradt fent. A woodbridge-i Szűz Mária-templomról ismeretes, hogy egy angol testvérpár ajánlotta fel zarándoklatukon a célból, hogy az ágostonrendi kanonokok megtelepedjenek a falvukban, de miután a kanonokok ennek nem tudtak eleget tenni, a patronálás hamar abbamaradt. A Nabluszban beszedett tized nagy része, noha maga a város a jeruzsálemi egyházmegyéhez tartozott, a Templum Dominit és kanonokjait illette. Az ötödik keresztes hadjárat idejében keletkezett források a Templum Domini felajánlásokból származó éves bevételét 10 000 bezantra becsülték az 1187 előtti időszakra; de a Templum Domininek és a Szent Sír-templomnak felajánlott adományokat sokszor nem külön, hanem együtt kezelték. A birtokokat is figyelembe véve, más szentföldi templomokkal összehasonlítva a Templum Domini viszonylag szerény vagyonnal rendelkezhetett. Ezt mutatja az is, hogy az egyházi intézmények kötelesek voltak az ország védelmére kelni vész esetén, s védelmi hozzájárulásuk mértékét a bevételük alapján határozták meg – a Templum Domini 50 lándzsást tartozott kiállítani a seregbe (összehasonlításképp: a Szent Sír-templom ennek tízszeresével, azaz 500 lándzsással tartozott).
Az 1140-es években Melisenda jeruzsálemi királynő bőkezűen támogatta a templomot, esetlegesen azzal a szándékkal, hogy majd ide temessék el. A templom káptalantermében helyezték örök nyugalomra 1168-ban Perche-i István palermói érseket, akit a keresztes királyságba száműztek Szicíliából, majd 1174-ben La Roche-i Frigyes türoszi érseket, Amalrik király egyik fő tanácsadóját.
A Templum Domini illusztrációja szerepelt a jeruzsálemi királyok pecsétjének hátoldalán, a Szent Sír-templom és a Dávid-torony társaságában; továbbá egymagában a templomos lovagrend pecsétjén. A templom stilizált képe feltűnik illuminált kódexekben – legelső keresztes megjelenítése Melisenda királynő zsoltároskönyvéhez, a Jézus bemutatása, megkísértése, valamint Jeruzsálembe bevonulása jelenetekhez köthető, de II. Frigyes német-római császár Riccardiana zsoltároskönyvében és a Szentírás több bible moralisée kiadványában is előfordul –; illetve olykor kis méretű domborműveken is, például a kairói Hasszán szultán mecsetének bejáratánál egy spoliumon. Jellegzetes nyolcszögletű alaprajza mintaként szolgált az 1150-es években az Olajfák hegyén épített Mennybemenetel kápolnához, továbbá a templomosok nyugat-európai, úgyszintén sokszög alaprajzú templomaihoz.

## Az európai művészetekben
Kiemelt szerepét mutatja, hogy 12. századi térképeken gyakorta a Templum Dominit ábrázolták Jeruzsálem legnagyobb építményeként, s e hagyományt néhány későbbi kartográfus is átvette. A korban népszerű térképészeti toposz volt, hogy a kör alakúként megrajzolt Jeruzsálemet kereszt- vagy T-alakban metszette két út; az így kapott két városrész egyikét a lapis (’kő’) felirattal jelölt Templum Domini, a másik városnegyedet a Szent Sír-templom uralta, ezzel is mutatva a két templom kitüntetettségét. Párhuzamosan az építmény keresztény asszociációinak elhalványulásával, a 15–16. századi térképeken a Szikla mecset már a Templum Salomonis címke alatt szerepel Templum Domini helyett, kupoláján rendszerint iszlám félholddal.

A Templum Domini a keresztes Jeruzsálem-térképeken
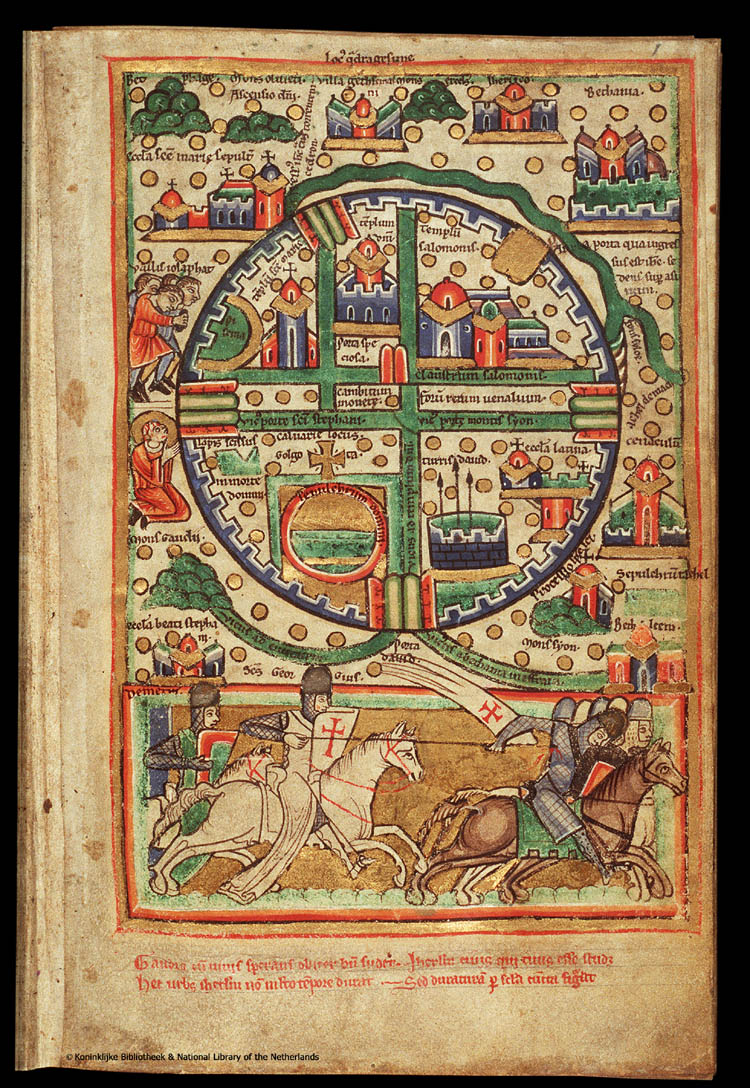
A stilizált templom (tēplum dm felirattal jelölve) a felső félkör középső harmadában
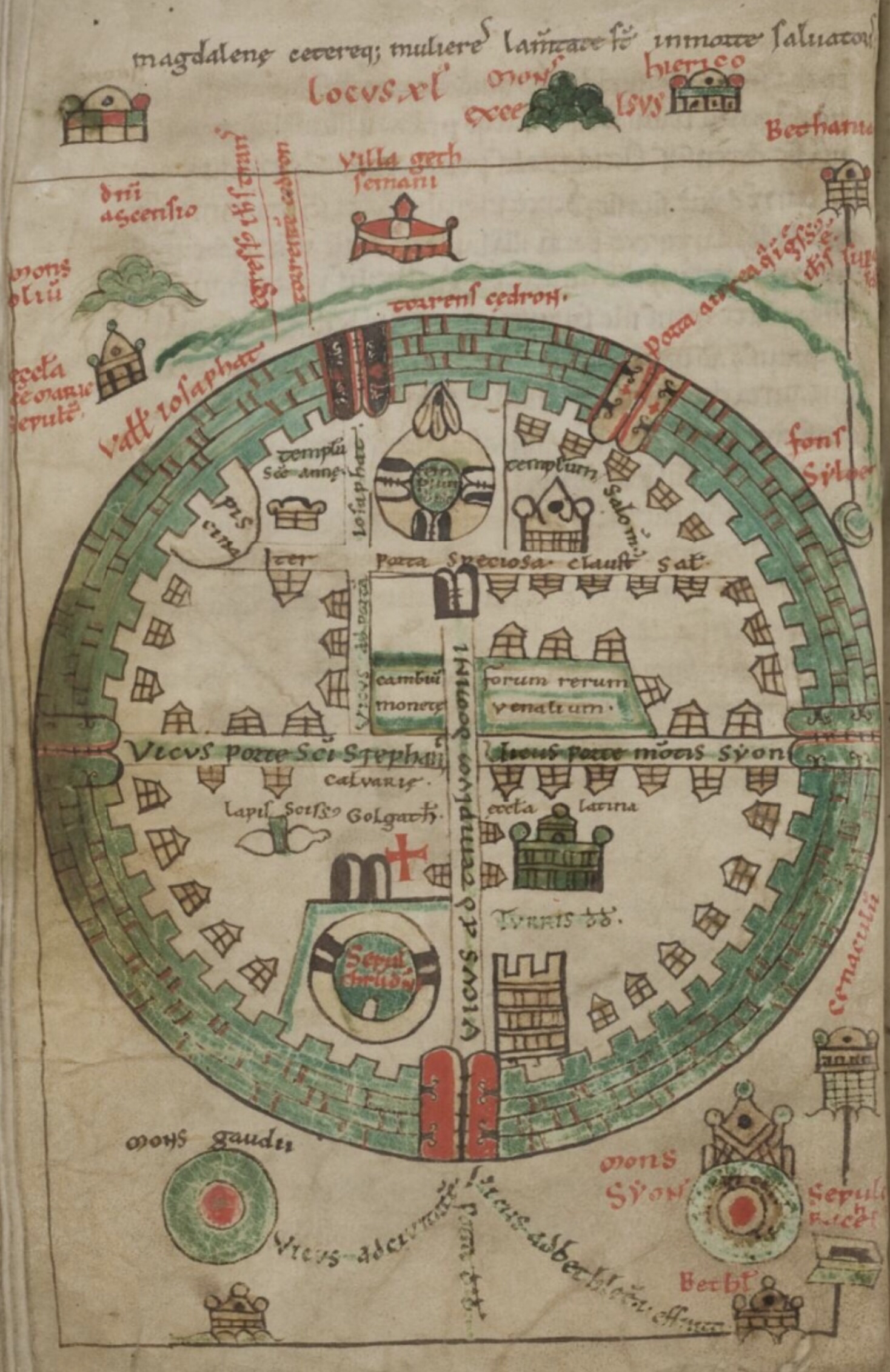
A kör alakúként ábrázolt Templum Domini, ugyancsak a felső félkör középső harmadában
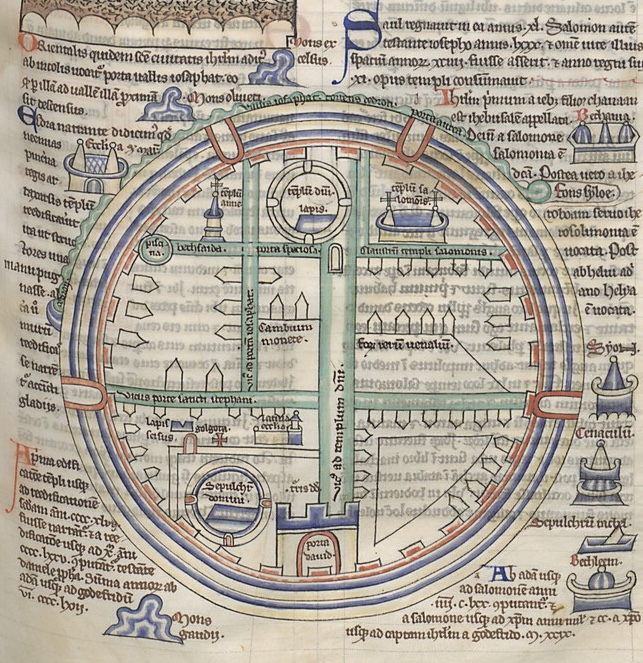
A Templum Domini körrel, a tēplm dm és lapis feliratokkal jelölve
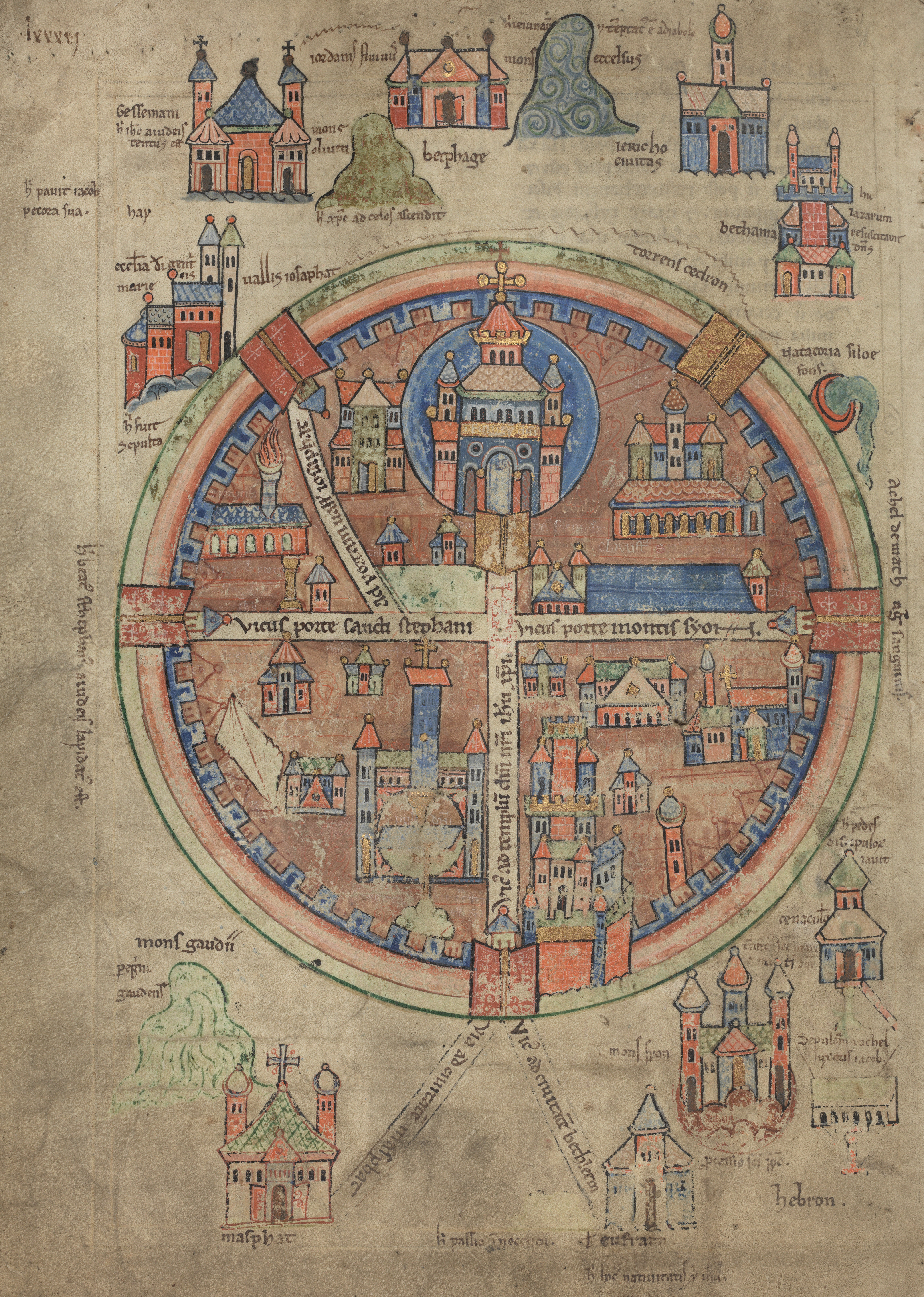
Erősen stilizált illusztráción, a kupola-torony tetején kereszttel

A reneszánsz korban, s különösen is a 15. században, az oszmán fenyegetés növekedésével a Templum Domini mint Salamon templomának „utódja” kedvelt motívuma lett az itáliai, németországi és a burgund németalföldi festményeknek, melyek a templom megjelenítésével fejezték ki az abbéli reményt, hogy a szent helyek egykor ismét keresztény kézre kerülnek. Efféle szimbolika már a keresztes háborúk alatt is kötődött a templomhoz, ennek egyik példája a schwarzrheindorfi kettős templomnak Ezékiel próféta látomását megelevenítő freskója. A röviddel a sikertelen második keresztes hadjáratot követően, a hadjárat vezetőinek partonálásával készült falfestmény a Templum Dominit a próféta víziójában szereplő új templomként prezentálja, reményt próbálva nyújtani a kudarccal hazatérő kereszteseknek. A bibliai Templomot kupolás, kerek vagy oktagonális építményként ábrázoló európai hagyománynak a Templum Dominit bemutató zarándoki beszámolók, keresztes pecsétek és térképek mellett a bizánci ikonográfiáig visszanyúló gyökerei is vannak. Yona Pinson művészettörténész a reneszánsz műveken a Templum Domini szimbolikájának két típusát különbözteti meg: az első realisztikusan igyekszik megörökíteni Jeruzsálemet, negatív felhang nélkül szerepeltetve a Szikla mecsetet; a másik a kereszténység–zsidóság közötti ellentét vallásos kontextusába helyezi. Az utóbbi kategóriába tartozó képeken tipikusan Krisztus szenvedésének vagy halálának háttereként jelenik meg a Szikla mecset: az épület a zsidó Templomot és Törvényt szimbolizálja, kontrasztot alkotva Krisztus feltámadásával és a kereszténységgel, esetenként a katolikus Rómával is. A 14–15. századra a Templum Domini keresztes időkbeli ószövetségi kötődései elhalványodtak, helyüket – részben a Szentföld őrzésével megbízott ferencesek hatására – a Szűz Máriához és az apokrifekhez fűződők vették át: a 15. században már úgy tudták, a Szikla mecsetben volt hajdan Szűz Mária és Szent József menyegzője. A 16. század végére a Szikla mecset iszlám mivolta megszilárdult a köztudatban, ezzel együtt pedig a templom eltűnt a keresztény Jeruzsálem szent helyszínei közül.

A Templum Domini európai ábrázolásai a kései középkorból és a kora újkorból
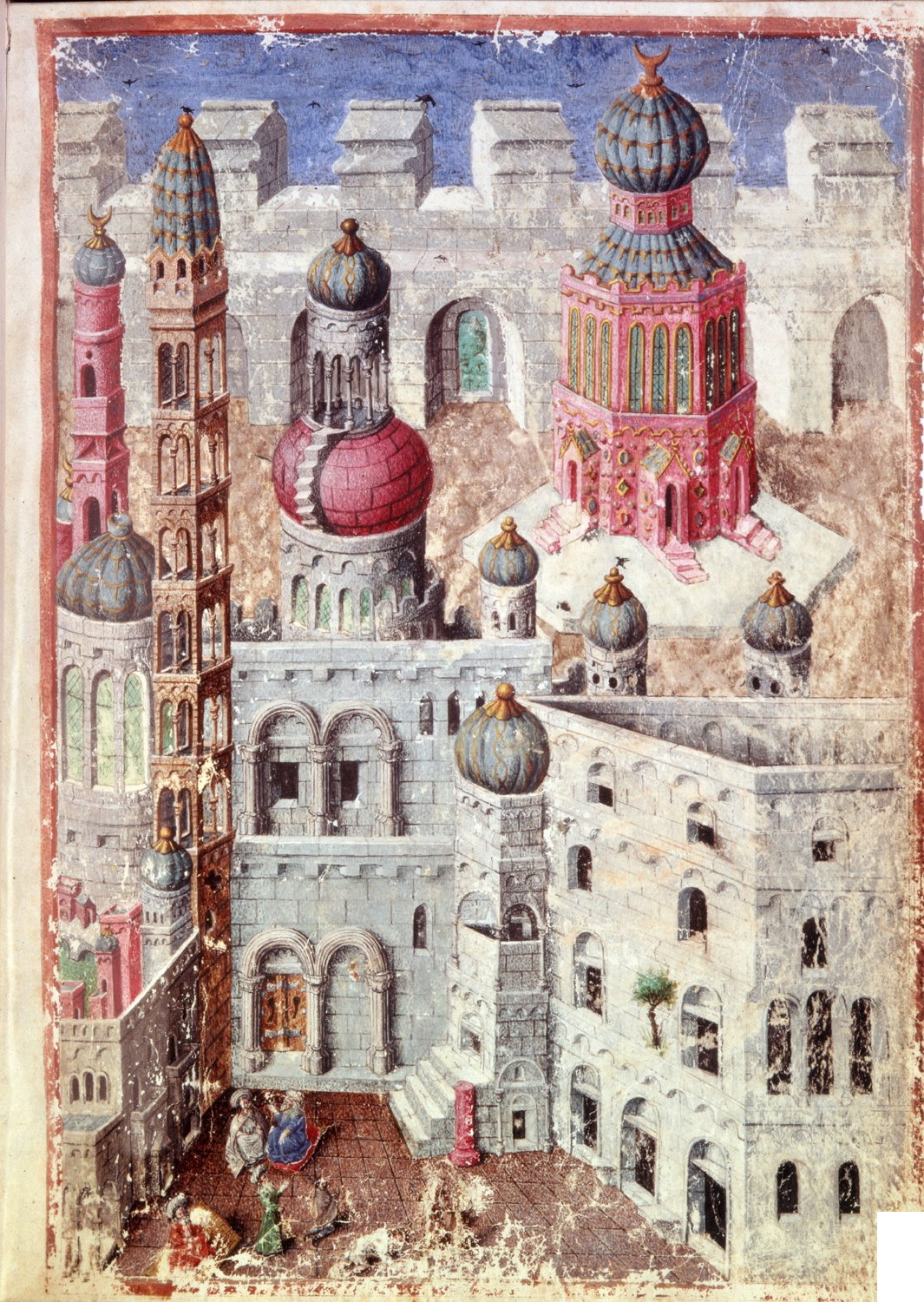
Jeruzsálem az Egerton-hóráskönyvben (1440 k.)
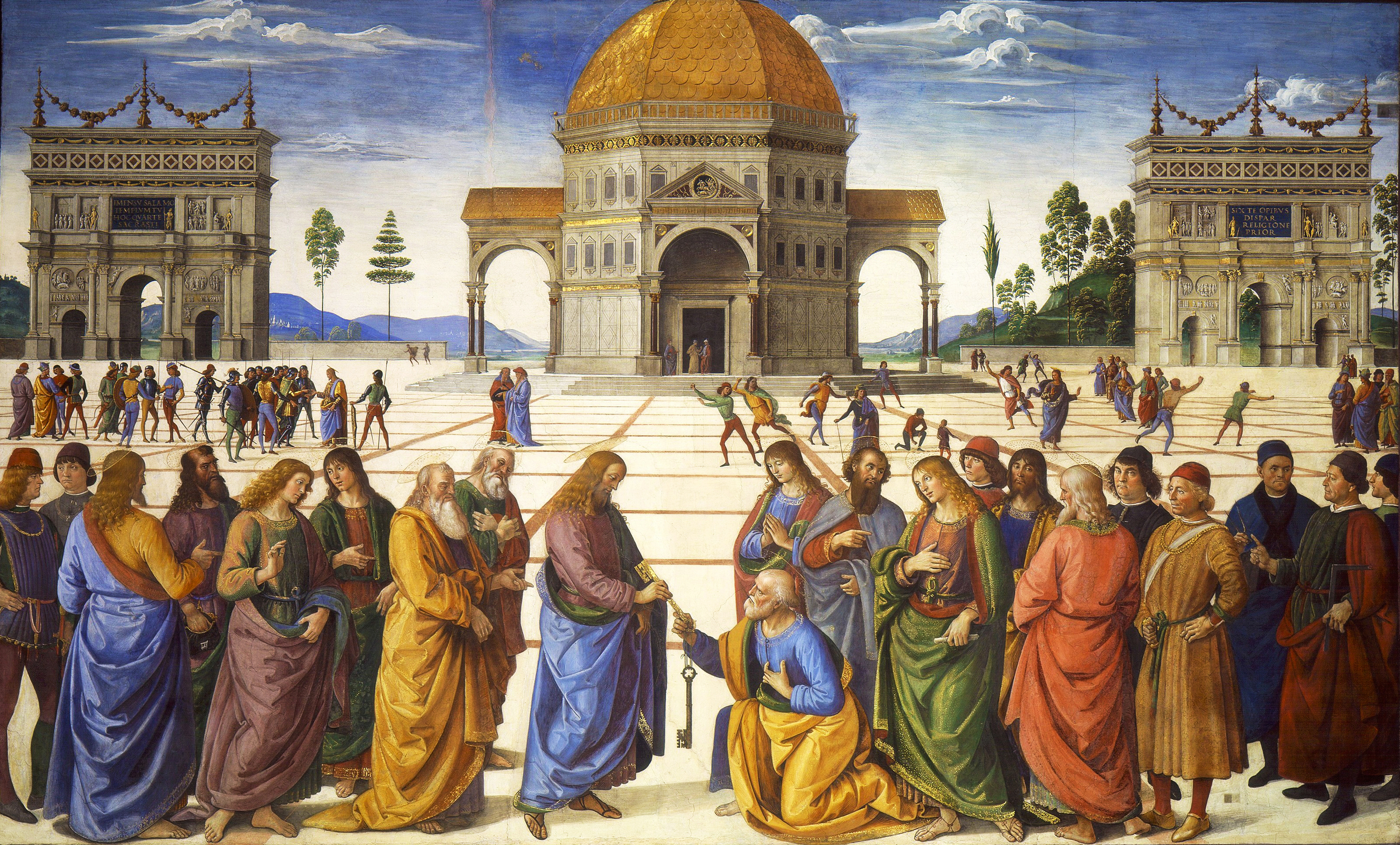
Perugino: A kulcsok átadása Péternek (1480 k.). A központi épület a Templum Dominiről mintázott
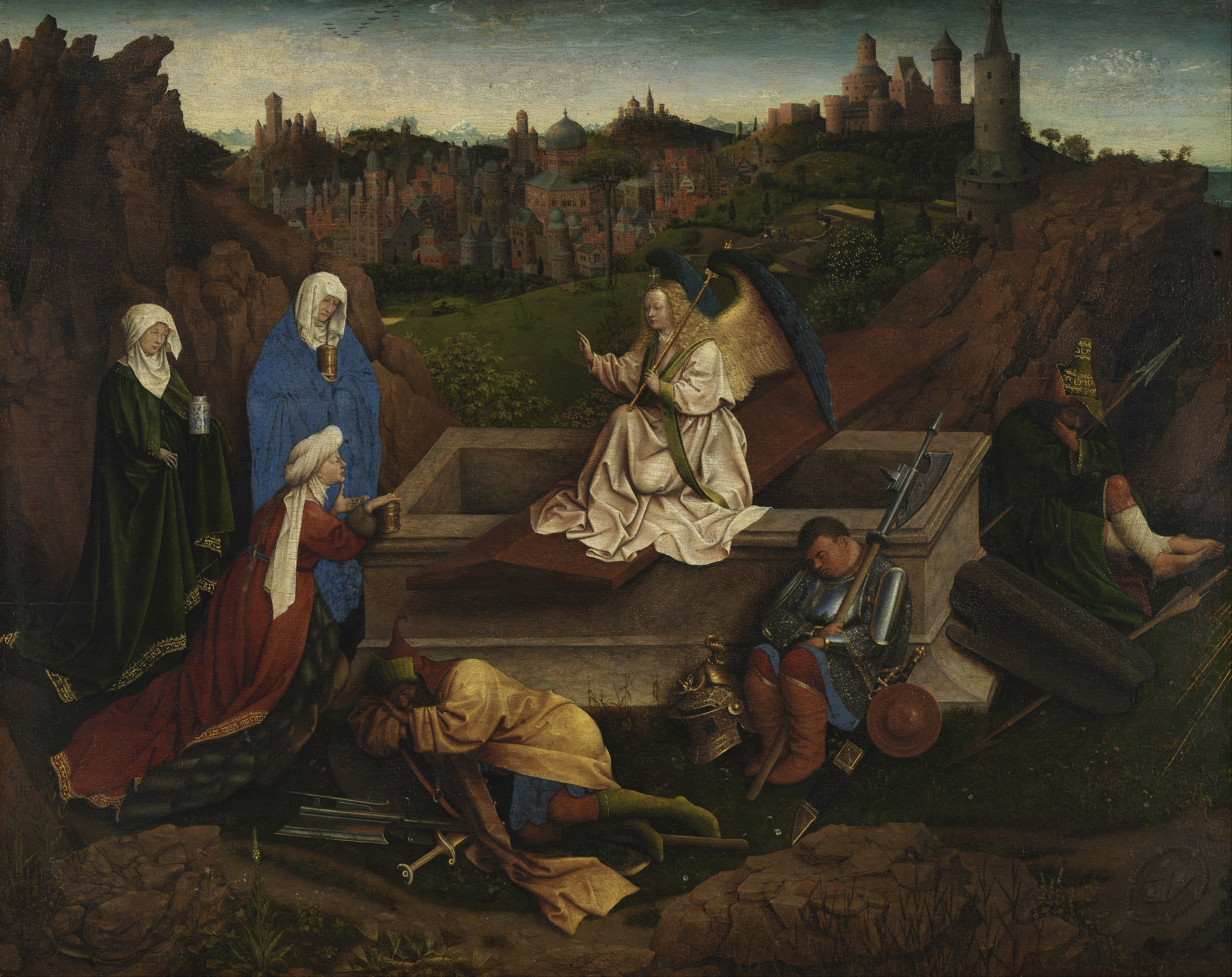
Jan vagy Hubert van Eyck: A három mártír a Sírnál (1430 k.). A Templum Domini az angyal mögött látható